# 東京福祉大学の人物一覧
東京福祉大学の人物一覧（とうきょうふくしだいがくのじんぶついちらん）は、東京福祉大学に関係する人物の一覧記事。

## 歴代学長
- 中島恒雄 - 東京福祉大学創立者
- 倉茂達徳 - 医学者
- 相澤英之 - 元経済企画庁長官
- 松原達哉 - 臨床心理学者
- 藤田伍一 - 社会政策学者
- 太田信夫 - 心理学者

## 著名な教職員
- 高倉公朋 - 医学博士、医師
- 天川由記子 - 政治学者
- 多比良和誠 - 生物学者
- 平木典子 - 臨床心理学者、臨床心理士
- 秋元司 - 元衆議院議員、元内閣府副大臣
- 花村誠一 - 医学者、精神科医
- 小田兼三 - 社会福祉学者
- 田上不二夫 - 臨床心理学者
- 先崎章 - 医学者、精神科医
- 鶴光代 - 臨床心理学者
- 遠藤誉 - 物理学者、社会学者
- 山内健次 - ソウルオリンピック陸上競技日本代表
- 鈴木路子 - 教育学者
- 喜多村悦史 - 社会福祉学者
- 鈴木康明 - 臨床心理学者
- 酒井明 - 危機管理研究者
- 杉原弘泰 - 元検察官
- 高橋勝 - 教育学者
- 小川英光 - 情報工学者
- 池田十吾 - 政治学者
- 相原豊 - バルセロナオリンピック体操競技銅メダリスト
- 伊東眞理子 - 社会福祉学者
- 佐々木隆志 - 社会福祉学者

## 著名な出身者

### 文化・芸能
- 高部知子 - 女優・タレント、精神保健福祉士（通信教育課程）
- 5代目柳家小志ん - 落語家
- 小出友華 - ファッションモデル
- 小澤優人 - お笑いタレント（アントワネット）
- 能條ジョー - 構成作家
- 吉見マサノヴ - 看護師、心理士

### 政界
- 中原恵人 - 埼玉県吉川市長

### 学者
- 京極高宣 - 社会福祉学者

### スポーツ
- 松本直美 - シドニーオリンピックソフトボール競技銀メダリスト